# Universidade Nacional do Leste
A Universidade Nacional do Leste (UNE) é uma universidade pública paraguaia, sediada ma Cidade do Leste, capital do Departamento de Alto Paraná. Fundada em 22 de outubro de 1993 pela Lei N° 250, é atualmente uma das maiores universidades do Paraguai. Sua localização se dá na região das Tríplice Fronteira, foi formada inicialmente pela Faculdade de Ciências Agrárias, Faculdade de Ciências Econômicas, a Faculdade de Filosofia e a Faculdade Politécnica. Posteriormente, foram criadas outras Unidades Acadêmicas: a Faculdade de Direito e Ciências Sociais, a Faculdade de Ciências da Saúde, a Escola Superior de Belas Artes e a Escola de Pós-Graduação.
A Universidade Nacional do Leste é um ente autárquico e, como tal, não está sujeita a nenhum órgão estatal e governa a si própria. Entretanto, como toda instituição de ensino superior no Paraguai, é mantida sob as normas do Conselho Nacional de Educação Superior Paraguai (em castelhano: Consejo Nacional de Educación Superior Paraguay; em guarani: Tekombo'epavẽ Tetãmegua Ñomoirũ'aty Paraguái) e à avaliação de qualidade da Agência Nacional de Avaliação e Acreditação da Educação Superior (em castelhano: Agencia Nacional de Evaluación de la Calidad y Acreditación de La Educacion Superior; em guarani: Teta Rogavusu Mbo'ehaovusupegua Jehepyme'e Ha Ñembokuatiahapegua). Para além, é regida pelas Leis de Educação Superior, Geral de Educação, de Criação da Universidade Nacional do Leste e pelo seu próprio Estatuto.
Atualmente, apresenta-se como tendo como missão a manutenção da qualidade de ensino; pesquisa para inovação e desenvolvimento sustentável; extensão com responsabilidade social em um ambiente multicultural e intercultural, preservando a identidade nacional.
O Conselho Superior Universitário possui um Regulamento de Sessões e, para o tratamento e análise dos temas que chegam à sua instância, tem constituídas as Comissões Assessoras Permanentes, que deliberam em cada caso: Comissão de Assuntos Legais e Regulatórios, Comissão de Assuntos Acadêmicos, Comissão de Assuntos Administrativos e Financeiros, Comissão de Assuntos Estudantis e Comissão de Assuntos Honoríficos. O Compêndio do Regulamento Geral da UNE, aprovado e elaborado pelo Conselho, é composto por disposições que regem a vida institucional da Universidade.
Ocupa a 6ª posição no Ranking de Universidades Paraguaias, a posição 939 no Ranking de Universidades Latino-Americanas, a posição 3.504 no Ranking de Universidades Americanas e a posição 10.414 no Ranking Mundial de Universidades.

## Estrutura
A sede da Universidade Nacional do Leste está localizada na Cidade do Leste, onde encontra-se a maior parte das grande parte das Unidades Acadêmicas, a Reitoria, a Escola de Pós-Graduação, a Faculdade de Ciências Econômicas, Faculdade de Direito e Ciências Sociais, a Faculdade de Filosofia e a Faculdade Politécnica.
A Faculdade de Ciências da Saúde e a Faculdade de Engenharia Agronômica possuem suas sedes em Minga Guazú. Já a Escola Superior de Belas Artes está situada em Presidente Franco. Além disso, há Unidades em Santa Rita, vinculadas à Faculdade de Direito e Ciências Sociais e à Faculdade de Ciências Econômicas, oferecendo os cursos de Contabilidade, Administração e Economia, em Juan León Mallorquín, vinculada à Faculdade de Ciências Econômicas e oferecendo os cursos de Contabilidade e Administração, em Itakyry e Minga Porã, vinculadas às Faculdade de Ciências Econômicas e à Faculdade Politécnica, oferecendo os cursos de Engenharia Agronômica e Contabilidade.

### Unidades Acadêmicas
A instituição é formada por sete Unidades Acadêmicas. São elas:

#### Faculdade de Filosofia
A Faculdade de Filosofia foi, inicialmente, parte da Universidade Nacional de Assunção, funcionando no Centro Regional de Educação da Presidente Stroessner (hoje, Cidade do Leste), quando um grupo de professores e alunos se reuniu com a Dra. Guillermina Núñez de Báez para a criação da Escola Superior de Ciências da Educação.
A Faculdade começou a operar oficialmente em 8 de junho de 1985 com 60 alunos, dos quais se formaram 29 profissionais. As despesas da nova instituição com status universitário foram custeadas pela Prefeitura e pela Delegação de Governo do Alto Paraná (atualmente Governadoria). Em 1986, o Genaro Bogado Román assumiu a Direção da instituição. Em 1989, foi criada a graduação em Psicologia e, em 1990, a de Ciências da Comunicação. Em 1989, formaram-se os primeiros 29 profissionais do curso de Ciências da Educação.
Com a criação da Universidade Nacional do Leste, todas as graduações mencionadas passaram a integrar a Faculdade de Filosofia da instituição, tendo Genaro Bogado Román assumido como decano interino.
Hoje conta com 13 cursos de especialização, dois mestrados conta e sete cursos de graduação:
- Ciências da Educação;
- Psicologia;
- Ciências da Comunicação;
- Letras;
- Matemática;
- História;
- Filosofia.

#### Faculdade de Ciências Econômicas
A Faculdade de Ciências Econômicas iniciou suas atividades em 23 de junho de 1978 como Instituto de Administração e Contabilidade, o qual era parte da Faculdade de Ciências Econômicas, Administrativas e Contábeis da Universidade Nacional de Assunção.
Com a criação da Universidade Nacional do Leste, passou a integrá-la sob o nome de Faculdade de Ciências Econômicas. Diante da crescente demanda, ampliou gradativamente sua cobertura multicampi:  Salto del Guairá, que desmembrou-se e hoje é parte da Universidade Nacional de Canindeyú; Santa Rita; Juan León Mallorquín, com os cursos de Contabilidade e Administração; e Itakyry, com o curso de Contabilidade; e Minga Porã, também com o curso de Contabilidade.
As três graduações oferecidas são:
- Contabilidade;
- Economia;
- Administração.

#### Faculdade Politécnica
A Faculdade Politécnica oferece alternativas para evitar o desarraigamento cultural dos jovens, aproveitar a situação estratégica na Tríplice Fronteira e fortalecer a oferta acadêmica e a competência profissional de uma população multicultural, com importante presença de profissionais e trabalhadores provenientes dos países vizinhos.
A Faculdade Politécnica realiza diversas atividades de extensão universitária e pesquisa. Algumas dessas atividades incluem: curso de Eletricidade Básica, Alfabetização Digital e publicações mensais e anuais como a revista científica FPUNE Scientific. Os cursos de graduação são:
- Engenharia de Sistemas;
- Engenharia Elétrica;
- Análise de Sistemas;
- Hotelaria e Turismo.

#### Faculdade de Direito e Ciências Sociais
A Faculdade de Direito e Ciências Sociais foi criada em 5 de outubro de 1994 pela Resolução N° 05/94, Ata N° 06/94. Mais tarde, em 2004, foi criado oficializado o curso de Ciência Política, que iniciou suas atividades acadêmicas em 2005. Em 16 de fevereiro de 2006, foi aprovada a criação da terceira graduação da faculdade, o curso de Escrivania e Notariado, pela Resolução N° 015/2016.
Está presente, também, no interior do Alto Paraná, oferecendo cursos também na cidade de Santa Rita.
Seus cursos são:
- Direito;
- Ciência Política;
- Escrivania e Notariado.

#### Faculdade de Ciências da Saúde
A Faculdade de Ciências da Saúde oferece formação integral de profissionais na área da saúde, com atividades de ensino de graduação e pós-graduação, assistência, pesquisa científica e extensão universitária. Em sua estrutura há o com o Centro de Pesquisas Médicas (CIM), que é o centro operacional de suporte, infraestrutura e recursos humanos para o cumprimento dos objetivos da Unidade Acadêmica. Possui laboratórios de Análises Clínicas, Anatomia Patológica, Fisiologia e Biotério.
Seus cursos de graduação são:
- Medicina;
- Enfermagem.

#### Faculdade de Engenharia Agronômica
Tem como objetivo aprofundar conceitos, conhecimentos de métodos e técnicas de pesquisa e tecnologia, além da formação de recursos humanos para o exercício de atividades de ensino e pesquisa, contribuindo para o desenvolvimento científico, tecnológico e profissional.
Seus cursos são:
- Engenharia Agronômica;
- Engenharia Ambiental.

#### Escola Superior de Belas Artes
A Escola Superior de Belas Artes, localizada em Presidente Franco, foi criada em 15 de junho de 2011 pela Resolução N.º 113/2011 do Conselho Superior Universitário. A instituição nasceu como resposta a um dos objetivos da Universidade, que é fomentar e difundir a cultura universal e, em particular, a nacional.
A Escola Superior de Belas Artes oferece ensino superior em disciplinas artísticas, estimulando a criação de novos produtos culturais e promovendo profissionais de arte com compromisso, disciplina e paixão, contribuindo para o desenvolvimento da comunidade através da arte como meio de transformação social.
Tem como cursos de graduação:
- Arquitetura;
- Teatro;
- Música;
- Dança;
- Artes Visuais.

## Cursos de Pós-Graduação
- Doutorado em Educação;
- Doutorado em Ciências Médicas;
- Especialização em Gestão e Política Universitária;
- Especialização em Didática Universitária;
- Especialização em Auditoria e Controle de Gestão;
- Mestrado em Educação;
- Mestrado em Comunicação para o Desenvolvimento;
- Mestrado em Engenharia Elétrica;
- Mestrado em Informática;
- Mestrado em Administração de Empresas;
- Mestrado em Psicologia Clínica.

## Universidade Federal da Integração Latino-Americana
Por estar localizada na fronteira entre o Brasil e o Paraguai, a Universidade Nacional do Leste conta com diversos convênios com instituições brasileiras. O principal deles é com a Universidade Federal da Integração Latino-Americana, sediada em Foz do Iguaçu. O convênio permite a mobilidade de estudantes, professores e pesquisadores entre as duas instituições, fortalecendo a cooperação acadêmica e científica na região da Tríplice Fronteira. A parceria possibilita a realização de projetos conjuntos, programas de estágio supervisionado, atividades de pesquisa e extensão, além de promover a integração cultural e linguística entre Brasil e Paraguai. Com ênfase na educação bilíngue e na formação voltada para os desafios latino-americanos, o acordo cria oportunidades para que estudantes da UNE tenham acesso a uma experiência acadêmica internacional sem sair do contexto regional, ao mesmo tempo em que estudantes da UNILA vivenciam a realidade paraguaia e vice-versa. Essa colaboração estratégica contribui para o desenvolvimento científico e social da fronteira, reforçando o papel das instituições como agentes de integração e transformação na América Latina.